# 汉阳锅顶山生活垃圾焚烧发电厂
汉阳锅顶山生活垃圾焚烧发电厂是湖北省武汉市汉阳区锅顶山固体废弃物处理基地的生活垃圾焚烧发电厂，设计规模为日处理生活垃圾1500吨。该发电厂利用垃圾焚烧产生的热量发电。
2004年规划时，估计建设总投资约为4.0亿元。2009年，总投资增长到4.59亿元。项目总投资约5亿元，资金来源为自有资金1.2亿和银行贷款3.7亿。

## 概述
| 项目         | 内容                                                           |
| ------------ | -------------------------------------------------------------- |
| 垃圾来源     | 汉阳区、武汉经济技术开发区俗称沌口、蔡甸区、硚口区部分生活垃圾 |
| 建设地点     | 武汉市汉阳区永丰街锅顶山永安堂172号谷歌地图显示                |
| 建设用地面积 | 180亩                                                          |
| 批准文号     | 武计基础[2005]245号文                                          |
| 设计单位     | 北京恩菲工程有限公司                                           |
| 施工单位     | 北京博朗工程技术有限公司，江苏省建工集团有限公司               |
| 监理单位     | 中南电力监理公司，江苏省宏源电力建设监理有限责任公司           |
| 项目法人单位 | 武汉博瑞环保能源发展公司                                       |
| 项目联系人   | 陈之明                                                         |

虽然资金来源列明为自筹，但垃圾处理费用将从2010年9月起绑定水费强制收取。

## 项目审批
- 国家发展改革委关于湖北省武汉市锅顶山垃圾焚烧发电工程项目建议书的批复 国家发展和改革委员会文件 发改投资（2004）5号；
- 市计委关于武汉市汉阳锅顶山垃圾焚烧发电厂工程可行性研究报告的批复（代核准） 武计基础（2005）245号

## 生产能力
设计规模为日处理生活垃圾1500吨，配置3台循环流化床垃圾焚烧锅炉，每台垃圾处理量为500吨/日。预计项目建成后达产年平均发电量2.84亿度，年实现营业收入14372.92万元。

## 设备工艺
采用循环流化床工艺，相当于年处理生活垃圾50万吨。锅炉辅助燃料为煤。单台锅炉额定蒸发量为55吨/小时，蒸汽参数为次高温、次高压。
原计划配置三台汽轮发电机组，每台发电能力为12MW。后改为容量为2台20MW发电机组。
烟气处理系统采用半干法布袋除尘工艺。烟气净化采用多组分有毒废气治理技术（简称MHGT），即脱酸反应塔+活性炭喷射吸附+布袋除尘器。烟气净化系统SO2的脱除率大于86%，HCL的脱除率大于90%，烟尘的净化率大于99.9%。烟气排放达到国家排放标准—《生活垃圾焚烧污染控制标准》的要求，二恶英排放达到欧盟2000标准。

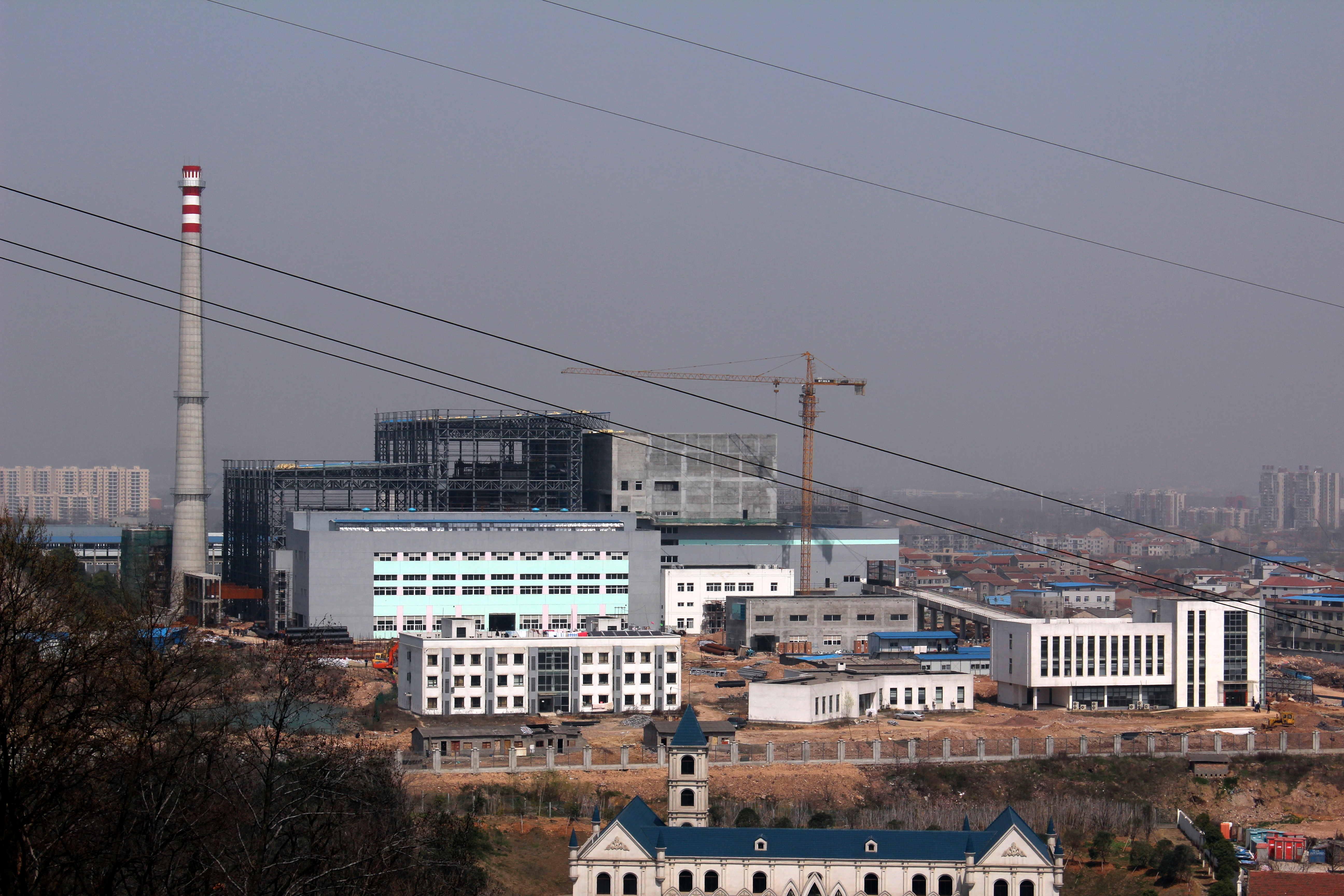
Hanyang Guodingshan Waste to Energy Plant, Wuhan, China

## 项目进展
2004年获国家发改委和省、市计委已同意立项，并进行环境影响报告书、可行性研究报告书编制和建设前期准备工作。
建设起止年限：2006.12-2009.12。
项目于2006年12月26日动工。武汉市市长李宪生、市人大副主任王成宇、市政协副主席肖志钢、市长助理万勇及武汉市城管局长刘家祥、武汉市建委副主任陈贤胜等参加了开工仪式。
项目分两二期建设，一期日处理生活垃圾500吨，二期日处理生活垃圾1000吨。2008年底己完成投资1.5亿元，2009年计划完成投资1亿元，土建工程基本完成，第一台机组具备投产条件。2010年4月，汉阳锅顶山垃圾焚烧发电厂已进入主体工程施工阶段。
2011年8月中旬，联合主厂房结构封顶；2011年8月中旬，厂用电倒受电；2011年9月20日，完成三炉两机安装建设工作，年底前投入试生产；2012年，投入商业运营。

## 项目争议
武汉人大代表仅有38人的人大代表团，却有超过20位代表联名提议让锅顶山垃圾焚烧项目应迁址。
建议称，该项目对环境防护区及周边居民和企业的生存和发展造成严重影响。2013年12月17日中央电视台经济半小时特别报道锅顶山垃圾焚烧厂严重超标违规运营，是没有环评手续擅自运行，造成附近居民经常问道恶臭刺鼻的焚烧塑料的气味，对附近居民身体造成极大伤害。

### 影响范围大
由于焚烧项目建在地势较高的锅顶山山腰，加上高50米以上的排气筒，其产生的大量燃烧飞灰（含有重金属和二恶英）的落地范围将远远超过800米。项目800米范围涉及到永丰街仙山村、米粮村、燎原村、磨山村的城中村改造规划。

### 生活用水威胁
可能对项目东北方向的汉口宗关水厂和汉阳琴断口水厂造成不利影响。这两家自来水厂承担着几百万人的生活及生产供水任务。

### 生态影响
南侧为汉阳生态景观系统六湖连通的龙阳湖板块，北侧为武汉两江四岸中规划定位的高尚滨水住宅区，也是汉阳发展的后势区域。

### 经济影响
西侧为经市政府批准、享受市级都市工业园优惠政策的黄金口制造业板块，是汉阳区主要的经济增长点。同时，在2011年经济低迷期间，也将对周边楼市销售造成负面影响。

### 区域政治影响
2009年11月18日市城管局还受政府委托再次就锅顶山生活垃圾焚烧厂选址问题召开专家和部门代表论证会，参加人员除汉阳区政府外也未明确提出不能实施该项目的意见。
该项目也引起市民和项目周边居民的不满。市民在武汉市发展和改革委员会进行了投诉。

## 政府态度
政府需要协调好局部利益和整体利益关系，要认真做好维稳工作，推进锅顶山生活垃圾焚烧项目建设。

### 影响范围
为保障群众切身利益，对于项目300米环境防护区内居民政府将斥资进行拆迁。而对于直线距离约600～800m的阳城汉江苑，政府认为垃圾焚烧发电厂对其不会产生明显影响。

### 生活用水威胁
为解决该项目和锅顶山生活垃圾焚烧发电厂的污水排放问题，市环保局已于2008年底致函水务部门建议提前实施该区域污水收集管网并加快黄金口污水处理厂建设进程，市政府已召开专题会议并督办此事。

### 生态影响
市环保局认为生活的环境中二噁英无处不在，而规范建设的垃圾焚烧厂所排放的二噁英只占一个很小的比例。

### 经济影响
市环保局认为黄金口工业园主要以现代制造业为主，上述敏感行业并不是其主导产业，应该说对黄金口工业园区按照规划产业方向的发展不会造成太大影响。